# Liste senegalesischer Filme
Die Liste senegalesischer Filme enthält jahresweise chronologisch und innerhalb der Jahre alphabetisch geordnet Filme aus dem Senegal.
Die Liste enthält sowohl Dokumentarfilme als auch Unterhaltungsfilme, unabhängig von ihrer Länge. Koproduktionen sind durch die Flagge des jeweils zusätzlich beteiligten Landes gekennzeichnet.

## Filme

### 1950–1959
- 1954: C’était il y il a quatre ans – CM, Paulin Soumanou Vieyra
- 1955: Afrique-sur-Seine – CM, Paulin Soumanou Vieyra, Jacques Mélo Kane, Mamadou Sarr und Robert Caristan
- 1957: L’Afrique à Moscou – CM, Paulin Soumanou Vieyra
- 1958: Le Niger aujourd’hui – CM, Paulin Soumanou Vieyra
- 1959: Avec les Africaines à Vienne – CM, Paulin Soumanou Vieyra
- 1959: „Présence Africaine“ à Rome – CM, Paulin Soumanou Vieyra
- 1959: Les présidents Senghor et Modibo Keita – CM, Paulin Soumanou Vieyra

### 1960–1969
- 1960: Indépendance du Cameroun, Togo, Congo, Madagascar – CM, Paulin Soumanou Vieyra
- 1961: Une nation est née – CM, Paulin Soumanou Vieyra
- 1962: Grand Magal à Touba – CM, Blaise Senghor
- 1962: Liberté I – Yves Ciampi –  Frankreich
- 1963: Borom sarret (Le charrettier) – CM, Ousmane Sembène[1]
- 1963: L’Empire songhai – CM, Ousmane Sembène
- 1963: Lamb – CM, Paulin Soumanou Vieyra
- 1963: Sarzan – Momar Thiam
- 1963: Voyage du président Senghor en Italie – CM, Paulin Soumanou Vieyra
- 1963: Voyage présidentiel en URSS – CM, Paulin Soumanou Vieyra
- 1964: Avec l’ensemble national – CM, Paulin Soumanou Vieyra
- 1964: Écrit du Caire – CM, Paulin Soumanou Vieyra
- 1964: Niaye – CM, Ousmane Sembène
- 1964: Sindiely – CM, Paulin Soumanou Vieyra
- 1964: Voyage du président Senghor au Brésil – CM, Paulin Soumanou Vieyra
- 1965: Badou Boy (1 version) – Djibril Diop Mambéty
- 1965: Diabel le pêcheur – Momar Thiam
- 1965: N’diongane – CM, Paulin Soumanou Vieyra
- 1966: Mol – CM, Paulin Soumanou Vieyra
- 1966: Die Schwarze aus Dakar (La Noire de…) – Ousmane Sembène[2]
- 1966: Le Sénégal au festival national des arts nègres – CM, Paulin Soumanou Vieyra
- 1967: Au marché – CM, Paulin Soumanou Vieyra
- 1967: La Bicyclette – CM, Paulin Soumanou Vieyra
- 1967: Le Gâteau – CM, Paulin Soumanou Vieyra
- 1967: Rendez-vous – CM, Paulin Soumanou Vieyra
- 1968: Contras City – Djibril Diop Mambéty
- 1968: La Lutte casamançaise – Momar Thiam
- 1968: Die Überweisung (Mandabi) – Ousmane Sembène[3]
- 1969: Badou Boy – Djibril Diop Mambéty
- 1969: Les Dérives du chômage – Ousmane Sembène
- 1969: Diankha-bi – Mahama Johnson Traoré
- 1969: L’Enfer des innocents – Mahama Johnson Traoré
- 1969: La Malle de Mala Kouli – Momar Thiam
- 1969: Problème de l’emploi – Ousmane Sembène
- 1969: Simb – Momar Thiam
- 1969: Traumatisme de la femme face à la polygamie – Ousmane Sembène

### 1970–1979
- 1970: Diegue-bi – Mahama Johnson Traoré
- 1970: Guereo – village de Djibril N'Diaye – Thierno Faty Sow
- 1970: Taw – Ousmane Sembène
- 1971: Emitaï – Ousmane Sembène[4]
- 1971: Karim – Momar Thiam
- 1971: Kodou – Ababacar Samb Makharam[5]
- 1971: L’Étudiant africain face aux mutations – Mahama Johnson Traoré
- 1971: L’Exode rural – Mahama Johnson Traoré
- 1971: Serigne Assane (Pour ceux qui savent) – Tidiane Aw
- 1972: L’Afrique aux Olympiades (Basket africain aux Jeux olympiques de Munich) – Ousmane Sembène
- 1972: La Passante – Safi Faye
- 1972: Lambaye – Mahama Johnson Traoré
- 1972: Reou Thake – Mahama Johnson Traoré
- 1973: Cinq jours d’une vie – Souleymane Cissé –  Mali
- 1973: Touki Bouki – Djibril Diop Mambéty[6]
- 1974: Baks (Cannabis) – Momar Thiam
- 1974: Das Bronzearmband (Le Bracelet de bronze) – Tidiane Aw
- 1974: Diarama – CM, Paulin Soumanou Vieyra
- 1974: Écrit de Dakar – CM, Paulin Soumanou Vieyra
- 1974: Garga M’Bossé – Mahama Johnson Traoré
- 1974: L’Art plastique – Paulin Soumanou Vieyra
- 1974: N’diangane – Mahama Johnson Traoré
- 1974: L’Option (Mon beau pays) – Thierno Faty Sow
- 1975: Frontline – Brigitte Criton – Buana Kabue et René Vautier
- 1975: Kaddu beykat (Lettre paysanne) – Safi Faye[7]
- 1975: Njangaan – Mahama Johnson Traoré
- 1975: Les Princes noirs de Saint-Germain des Prés – Ben Diogaye Bèye
- 1975: Taggoo – Amadou Fall
- 1975: Xala, Spielfilm – Ousmane Sembène
- 1976: La Confrérie des Mourides Samba Félix Ndiaye
- 1976: L’Habitat rural au Sénégal – CM, Paulin Soumanou Vieyra
- 1976: L’Habitat urbain au Sénégal – CM, Paulin Soumanou Vieyra
- 1977: Ceddo – Ousmane Sembène[8]
- 1978: Geti tey (La pêche aujourd’hui) – Samba Félix Ndiaye
- 1978: Tiyabu Biru (La Circoncision) – Moussa Bathily
- 1979: Bako, l'autre rive – Jacques Champreux –  Frankreich
- 1979: Doomi Ngacc (L'enfant de Ngatch) – Ousmane William M’baye
- 1979: Fad’Jal (Grand-père raconte) – Safi Faye[9]
- 1979: Goob Na Un (La récolte est finie) – Safi Faye[10]
- 1979: Reewo Daande Maayo (L’Autre côte du fleuve) – N'Gaido Ba
- 1979: Trois ans et cinq mois – Safi Faye

### 1980–1989
- 1980: As woman see it? – Safi Faye
- 1980: L’Envers du décor – CM, Paulin Soumanou Vieyra
- 1980: Man sa yaye (Moi, ta mère) – Safi Faye
- 1980: Sarax si – Mahama Johnson Traoré
- 1980: Seye Seyeti (Un homme, des femmes) – Ben Diogaye Bèye
- 1981: Les âmes au soleil – Safi Faye
- 1981: Birago Diop – CM, Paulin Soumanou Vieyra
- 1981: Duunde Yakaar (Pain sec) – Ousmane William M’baye
- 1981: Le Certificat – Tidiane Aw
- 1981: Le Certificat d'indigence – Moussa Bathily
- 1981: En résidence surveillée – Paulin Soumanou Vieyra[11]
- 1981: Les oiseaux – CM, Paulin Soumanou Vieyra
- 1981: L’Œil – Thierno Faty Sow
- 1982: Iba N’diaye – CM, Paulin Soumanou Vieyra
- 1982: Jom (Jom ou L'histoire d’un peuple) – Ababacar Samb Makharam
- 1982: La médecine traditionnelle – Mahama Johnson Traoré
- 1982: Sa Dagga – Momar Thiam
- 1982: Selbé et tant d’autres – Safi Faye[12]
- 1983: Bouki cultivateur – Momar Thiam
- 1983: Sarax-si – Mahama Johnson Traoré
- 1984: Ambassades nourricières – Safi Faye
- 1984: Xew Xew (Que la fête commence!) – N'Gaido Ba
- 1985: Elsei Haas, femme peintre et cinéaste d’Haïti – Safi Faye
- 1985: Racines noires – Safi Faye
- 1986: N'Diguel et Touba – Maguette Diop
- 1987: Camp de Thiaroye – Ousmane Sembène et Thierno Faty Sow[13]
- 1987: Le Maître de cérémonie – Babacar Said Diagne
- 1987: Petits blancs au manioc et à la sauce gombos – Moussa Bathily
- 1988: Nitt…Ndoxx! (Les Faiseurs de pluie) – Joseph Gaï Ramaka
- 1988: Niiwam – Clarence Thomas Delgado
- 1988: Le Prix du mensonge – Moussa Sène Absa
- 1988: Saaraba – Amadou Saalum Seck
- 1989: Aqua – Samba Félix Ndiaye[14]
- 1989: Boulevards d'Afrique – Tam-Sir Doueb et Jean Rouch –  Frankreich
- 1989: Les Chutes de Ngalam – Samba Félix Ndiaye
- 1989: Dakar Clando – Ousmane William M’baye
- 1989: Diplomates à la tomate – Samba Félix Ndiaye
- 1989: Le Grotto – Sou Jacob –  Burkina Faso
- 1989: Les Malles – Samba Félix Ndiaye[15]
- 1989: Parlons Grand-Mère – Djibril Diop Mambéty
- 1989: Tesito – Safi Faye
- 1989: Teug. Chaudronnerie d’art – Samba Félix Ndiaye

### 1990–1999
- 1990: Fary l'ânesse – CM, Mansour Sora Wade
- 1991: Dix mille ans de cinéma – Balufu Bakupa-Kanyinda[16]
- 1991: Entre nos mains – Moussa Sène Absa
- 1991: Ken Bugul (La République des enfants) – Moussa Sène Absa
- 1991: Set Setal – Moussa Sène Absa
- 1991: Toubab Bi – Moussa Touré[17]
- 1992:  Aïda Souka – Mansour Sora Wade[18]
- 1992: Dakar-Bamako – Samba Félix Ndiaye[19]
- 1992: Dial Diali – Ousmane William M’baye
- 1992: Fann océan – Mahama Johnson Traoré
- 1992: Fresque – Ousmane William M’baye
- 1992: Guelwaar – Ousmane Sembène[20]
- 1992: Hyènes – Djibril Diop Mambéty[21]
- 1992: Jaaraama – Moussa Sène Absa
- 1992: Molaan – Moussa Sène Absa
- 1992: Siki – Niek Koppen[22]
- 1992: Picc Mi – CM, Mansour Sora Wade[23]
- 1993: Ça twiste à Popenguine – Moussa Sène Absa[24]
- 1993: Mourtala Diop Voyageur de l'art – Laurence Attali
- 1993: Offrande à Mame Njare – Moussa Sène Absa
- 1994: Bandits Cinéma – Bouna Medoune Seye[25]
- 1994: Ker Jo Ouakam – Taïeb Louhichi[26]
- 1994: Le Franc – Djibril Diop Mambéty
- 1994: Ngor, l’esprit des lieux – Samba Félix Ndiaye[27]
- 1994: Sénégalais Sénégalaise – Laurence Attali
- 1994: Le Symbole – Ahmadou Diallo[28]
- 1994: Yalla Yaana – Moussa Sène Absa
- 1994: You – Africa! – Ndiouga Moctar Ba
- 1994: Zone Rap – Bouna Medoune Seye[29]
- 1995: Le Voyage de Baba – Christine Eymeric –  Frankreich
- 1995: Regarde Amet – Laurence Attali
- 1996: Mossane – Safi Faye[30]
- 1996: Mousso – Cheikh Ndiaye
- 1996: Tableau ferraille – Moussa Sène Absa[31]
- 1997: Abraham et les petits métiers – Ahmed Diop[32]
- 1997: Ainsi soit-il – Joseph Gaï Ramaka
- 1997: Le 11 commandement – Mama Keïta
- 1997: TGV Express – Der schnellste Bus nach Conakry (TGV) – Moussa Touré –  Frankreich[33]
- 1998: La Baraka des marchands mourides – Jean-Paul Colleyn et Victoria Ebin
- 1998: Jëf-Jël – Moussa Sène Absa
- 1999: Blues pour une diva – Moussa Sène Absa –  Frankreich
- 1999: La Petite Vendeuse de Soleil – CM, Djibril Diop Mambéty[34]
- 1999: Blues pour une diva – Moussa Sène Absa
- 1999: Faat Kiné – Ousmane Sembène[35]
- 1999: Wallu (Au secours!) – Le travail des enfants – Thioro Samb
- 1999: Le Monde de l'irréel – Lansanna Djigaly et Élimane Dieng
- 1999: Dipri la puissance du séké – Cheikh Ndiaye
- 1999: Même le vent… – Laurence Attali
- 1999: Moustapha Dimé – Laurence Attali
- 1999: Les Pileuses de la Médina – El Hadji Samba Sarr
- 1999: Les Pilules du mal – Malick Sy
- 1999: Ken Bugul – Seynabou Sarr
- 1999: Kine – A. Mdiagne
- 1999: Les Infortunés – Hubert Laba Ndao
- 1999: Samkat (Le dernier berger de Saint-Louis) – Oumar Ndiaye et le Club des Jeunes de Saint Louis
- 1999: Khandalou, le club navétane – Thioro Samb
- 1999: Ndono (Sida et lévirat) – Mamadou Thioune
- 1999: Ganaaw kër – Alassane Diagne
- 1999: Reer – Coumba Diagne
- 1999: La Baie poubelle – Marième Aimée Diouf et Fabacary Assymby Coly
- 1999: Tourbillons – CM, Alain Gomis –  Frankreich

### 2000–2009
- 2000: Almodou – Amadou Thior
- 2000: Baobab – Laurence Attali –  Frankreich
- 2000: Bàttu – Cheick Oumar Sissoko
- 2000: Mambéty – Papa Madièye Mbaye
- 2000: Sénégal salsa – Moustapha Ndoye –  Frankreich
- 2001: L’Afrance – Alain Gomis –  Frankreich[36]
- 2001: Ainsi meurent les anges – Moussa Sène Absa
- 2001: Kankouran – Malick Sy
- 2001: Ndeysaan (Le Prix du pardon) – Mansour Sora Wade[37]
- 2001: Poussière de villes – Moussa Touré
- 2001: Mariage et ménage – Fabintou Diop
- 2001: Nataal – Samba Félix Ndiaye
- 2001: Hip Hop Sénégal – Jean-Jacques Lion
- 2001: Karmen Geï – Joseph Gaï Ramaka
- 2001: Little Senegal – Rachid Bouchareb[38]
- 2002: Combat pour la mer – Moustapha Ndoye
- 2002: Jour de grâce – Mamadou Tintin Sène
- 2002: Kinkeliba et biscuits de mer – Alhamdou Sy
- 2002: Lettre à Senghor – Samba Félix Ndiaye
- 2002: Libre – Jean-Pierre Sauné –  Frankreich
- 2002: Myaé – Cheikh Ndiaye
- 2002: Xalima la plume – Ousmane William M’baye
- 2003: Aligato – Maka Sidibé
- 2003: Le Déchaussé – Laurence Attali –  Frankreich
- 2003: Le Fleuve – Mama Keïta
- 2003: Hamady, l'enfant sacrifié – Baye Kebson Kébé
- 2003: Petite lumière – CM, Alain Gomis –  Frankreich[39]
- 2003: Tchaïn, thé, trois normaux – Abdoulaye Cissé
- 2003: Traces, empreintes de femmes – Katy Léna Ndiaye[40]
- 2004: 5 × 5 – Moussa Touré
- 2009: Aïcha – Newton Aduaka, M. Tool[41]
- 2004: Alhamdoulilah! – Janica Draisma –  Niederlande
- 2004: La Boîte à souvenirs – Ousseïnou Gueye
- 2004: Des larmes aux sourires – Maïmouna Gueye
- 2004: La Dictée – Meiji U Tum'si –  Frankreich
- 2004: Djaay Diap – Ismaïla Thiam
- 2004: Fi Sabililahi – Aïcha Thiam
- 2004: La Grande Dame de la mode africaine – Susan Chales de Beaulieu et Claudia Deja
- 2004: Madame Brouette – Moussa Sène Absa[42]
- 2004: Nous sommes nombreuses (Toza é bélé) – Moussa Touré
- 2004: Le Maître de la parole. El Hadj Ndiaga Mbaye, la mémoire du Sénégal – Laurence Gavron –  Frankreich
- 2004: Pourquoi ? – Sokhna Amar
- 2004: Sénégal Salsa – Moustapha Ndoye
- 2004: Le Sifflet – As Thiam
- 2004: Silence… on ne tourne plus! – Amy Collé Diop
- 2004: Sum-sum saba – Adams Sie
- 2004: Un amour d'enfant – Ben Diogaye Bèye
- 2004: Un monde à part – Ramatoulaye Fall
- 2004: Vieux Samba – Serigne Mbodj
- 2004: Yandé – Thomas Mbane et Ndoukine Diouf
- 2005: Afrique: la Parole essentielle – Ibrahima „Vieux“ Sarr
- 2005: L’Appel des arènes – Cheikh Ndiaye
- 2005: Bul Déconné! – Massaër Dieng et Marc Picavez
- 2005: Les Cités coloniales en Afrique. Sénégal: Gorée
- 2005: Les Cités coloniales en Afrique. Sénégal: Saint Louis
- 2005: Détectives Dioug’s et Taph – Fabacary Assymby Coly
- 2005: Et si Latif avait raison! – Joseph Gaï Ramaka
- 2005: Fer et verre – Ousmane William M’baye
- 2005: Gabil, le pagne magique – Aïcha Thiam
- 2005: Hôtel de rêves – Helle Toft Jensen  Dänemark
- 2005: La Lumière du cœur – Maryam S. Fall
- 2005: Malaanu Sutura, le voile du secret – Mame Codou Dieng
- 2005: Moolaadé – Ousmane Sembène[43]
- 2005: Mon beau sourire – Angèle Diabang Brener
- 2005: Nawaari – Moussa Touré
- 2005: Rebeus, un ghetto au cœur de la capitale – Matar Badiane
- 2005: Saudade à Dakar – Laurence Gavron
- 2005: Une fenêtre ouverte – Khady Sylla
- 2005: Derrière le silence – Mariama Sylla
- 2005: United Nations of Hip Hop – Christina Choe
- 2006: Ahmed – Alain Gomis
- 2006: Amma, les aveugles de Dakar – Sellou Diallo
- 2006: Billo il grand dakhaar – Laura Muscardin –  Italien
- 2006: Colobane Express – Khady Sylla
- 2006: Destins croisés – Maïmouna Gueye
- 2006: Deweneti (Ousmane) – Dyana Gaye
- 2006: Doomu Adama ou Seuls ceux qui savent iront du paradis – Alhamdou Sy
- 2006: Les Feux de Mansaré – Mansour Sora Wade
- 2006: Nosaltres – Moussa Touré
- 2006: Hors Série – Mariama Sylla
- 2006: Songe au rêve – Nadine Otsobogo Boucher
- 2006: Surtout, souriez! – Fatou Jupiter Touré
- 2006: Oumy & moi – Adams Sie
- 2006: Papa… – Aïcha Thiam
- 2006: Yacine – Moussa Seydi
- 2007: Barça ou Barzakh (Barcelone ou la Mort) – Idrissa Guiro
- 2007: Dago – Fabacary Assymby Coly, Serigne Mbodj et Djibril Saliou Ndiaye
- 2007: L’Homme est le remède de l’homme – Angèle Diabang Brener, Ousseynou Ndiaye et El Hadji Mamadou « Leuz » Niang
- 2007: Sénégalaises et Islam – Angèle Diabang Brener
- 2007: Le Serviteur privilégié du Prophète – Moussa Dieng (Kala)
- 2007: Teranga blues – Moussa Sène Absa
- 2007: Teuss Teuss – Hubert Laba Ndao
- 2009: Atlantiques – Mati Diop[44]
- 2009: L'Absence – Mama Keïta[45]
- 2009: Ramata – Léandre-Alain Baker[46]

### 2010–2019
- 2010: Hors la loi – Rachid Bouchareb[47]
- 2010: SIGGIL – Rémi Mazet[48]
- 2011: Le point de vue du lion – Didier Awadi[49]
- 2011: Taxi Sister – Theresa Traore Dahlberg[50]
- 2011: Tay – Alain Gomis[51]
- 2011: Yoole – Moussa Sene Absa[52]
- 2012: Accusé de Reception – Djibril Saliou Ndiaye[53]
- 2012: Die Piroge (La pirogue) – Moussa Touré[54]
- 2013: Boy Saloum[55]
- 2013: L'autre femme – Marie Ka[56]
- 2013: Mille soleils – Mati Diop[57]
- 2014: DES ETOILES (UNTERM STERNENHIMMEL) – Dyana Gaye[58]
- 2014: SEMBENE! – Samba Gadjigo; Jason Silverman[59]
- 2014: TERREMERE – Aliou Sow[60]
- 2015: L’APPEL À LA DANSE – Diane Fardoun[61]
- 2015: MAMAN(S) – Maïimouna Doucouré[62]
- 2015: Sangomaar – Moussa Sene Absa[63]
- 2016: J`EXISTE – Elhadji Demba Dia[64]
- 2016: KEMTIYU – Ousmane William Mbaye[65]
- 2016: SAMEDI CINEMA – Mamadou Dia[66]
- 2017: DJAMBAR, SEMBENE L‘INSOUMIS – Eric Bodoulé Sosso[67]
- 2017: Félicité – Alain Gomis[68]
- 2018: POISSON D´OR, POISSON AFRICAIN – Thomas Grand;  Moussa Diop[69]

### 2020–2023
- 2021: ASTEL – Ramata-Toulaye Sy[70]
- 2022: L'ARGENT, LA LIBERTÉ, UNE HISTOIRE DE FRANC CFA – Katy Lena Ndiaye[71]
- 2022: LE PANTHÉON DE LA JOIE (THE PANTHEON OF JOY) – Jean Odoutan[72]
- 2022: XALE, LES BLESSURES D’ENFANCE (CHILDHOOD WOUNDS) – Moussa Sene Absa[73]
- 2023: BANEL ET ADAMA – Ramata-Toulaye Sy[74]